# Pleolophus atrijuglans
Pleolophus atrijuglans är en stekelart som beskrevs av Guang Yu Luo och Qin 1993. Pleolophus atrijuglans ingår i släktet Pleolophus och familjen brokparasitsteklar. Inga underarter finns listade i Catalogue of Life.